# 232 Dywizja Pancerna (III Rzesza)
232 Dywizja Pancerna (niem. 232. Panzer-Division) – niemiecka dywizja pancerna z okresu II wojny światowej.

## Historia
Dywizję utworzono 21 lutego 1945 r. na bazie Szkolnej Dywizji Pancernej Tatra (Panzer-Feldausbildungs-Division Tatra).  82. i 85. zapasowe i szkole pułki grenadierów przemianowano odpowiednio na 101. i 102. pułk grenadierów pancernych. Pozostałe pododdziały dywizyjne zachowały oryginalną numerację z Dywizji Tatra. Jednostkę pośpiesznie wysłano do Grupy Armii Południe i włączono do 8 Armii. Dywizję rozlokowano w okolicach miejscowości Marcaltő na Węgrzech, gdzie została rozbita w ostatnich dniach marca 1945 r. Jedynym dowódcą dywizji był Generalmajor Hans-Ulrich Back, który 28 marca 1945 r. został ciężko ranny i dzięki temu uniknął niewoli.